# Restaurant Bastei

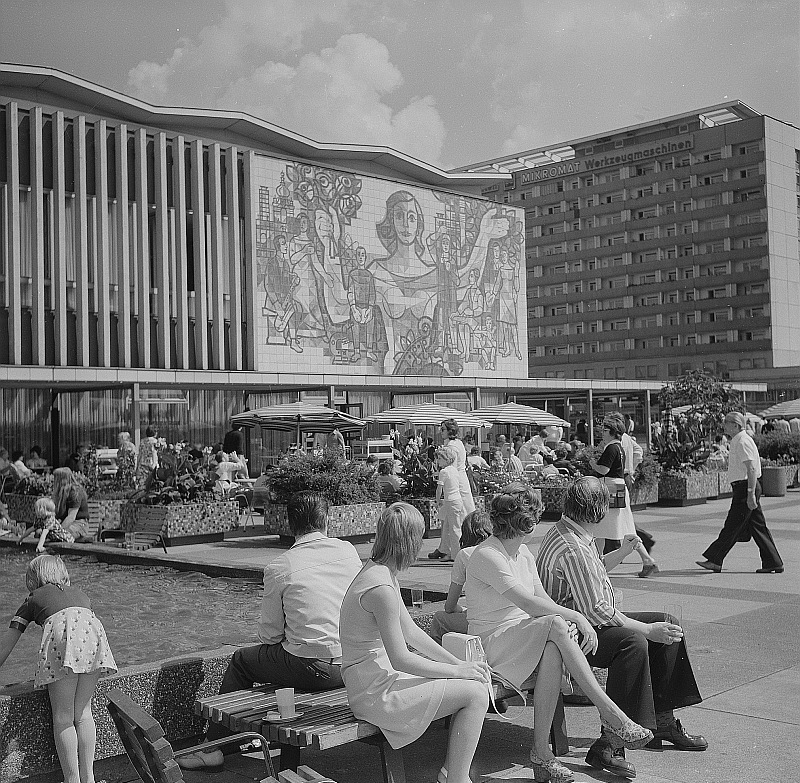
Restaurant Bastei (Flachbau mit Wandgemälde)

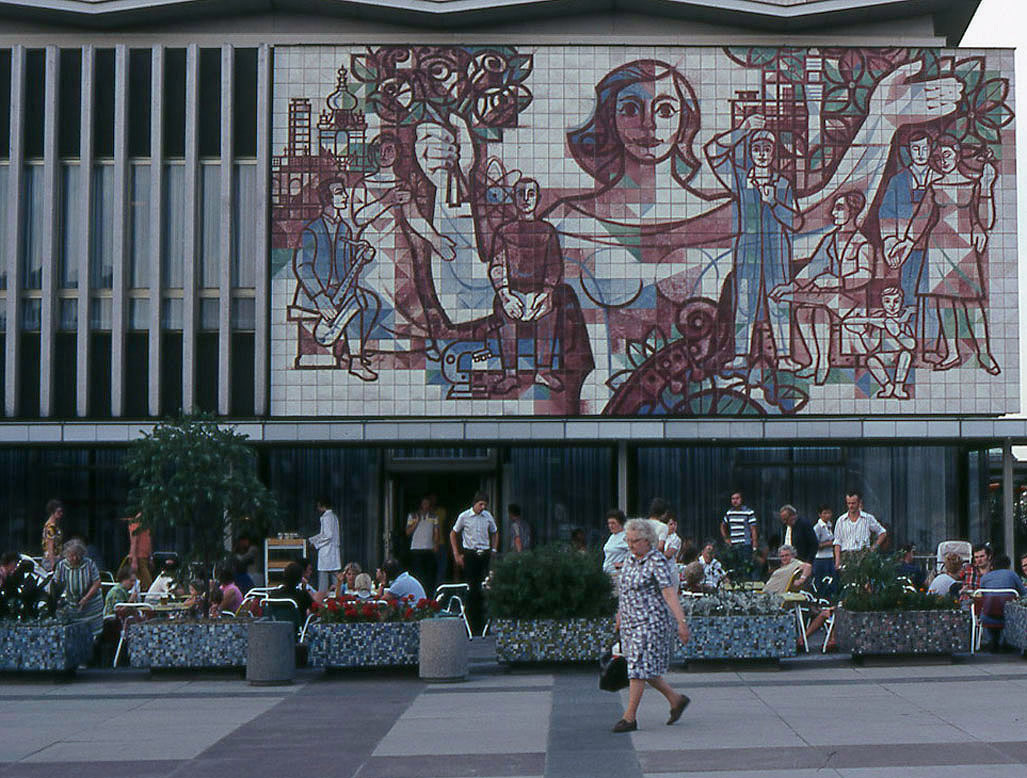
Restaurant Bastei mit dem Wandgemälde „Dresden grüßt seine Gäste“, 1976

Das Restaurant Bastei  an der Prager Straße in Dresden ist ein Flachbau mit einem denkmalgeschützten Wandgemälde.

## Beschreibung
Vom Hauptbahnhof kommend war nach 1968 viele Jahre das erste Gebäude auf der linken Seite der Prager Straße der ehemalige Restaurantkomplex Bastei. Er gehört zum Hotelensemble Hotels Bastei, Königstein und Lilienstein. Im Obergeschoss des Gebäudes befand sich ein Speise- und Grillrestaurant. Im Erdgeschoss wurde das Café Espresso eröffnet, kurz nach der Hoteleröffnung aber in einen Intershop umgewandelt. Außerdem gab es für Hotelgäste und die Bevölkerung ein Selbstbedienungsrestaurant im Erdgeschoss. Beide Etagen verfügten über getrennte, selbstständige Küchen. Im Untergeschoss lagen neben Personal- und Wirtschaftsräumen ein Betriebsrestaurant für Mitarbeiter des Hotel- und Gaststättenkomplexes.
Das Restaurant-Gebäude ist als zweigeschossiger Bau 1968/1969 nach Entwürfen der Architekten Hans Jürgen Richter und Günter Gruner errichtet worden. Die Innengestaltung nahm Theo Wagenführ vor. Errichtet wurde das Gebäude in Mischbauweise unter Verwendung von Elementen der Stahlbetonskelett-Montagebauweise und monolithischen Decken und Wandscheiben. Die Fassade sollte auf allen Seiten einheitlich gestaltet werden. Dies wurde durch senkrecht stehende Betonlamellen vor der Fassade realisiert. Diese dienten auch dem Sonnenschutz. Den oberen Abschluss des Flachbaus bildete ein Faltdach. Ein pergolaartiger Umgang verbindet das Restaurant mit den Läden und Hotels des Komplexes.
Das Restaurant verfügte über 597 Sitzplätze im Inneren und 120 Plätze auf der Terrasse.
| Bereich                 | Sitzplätze |
| ----------------------- | ---------- |
| Gesellschaftsraum       | 236        |
| Grillrestaurant mit Bar | 102        |
| SB-Gaststätte           | 226        |
| Espresso mit Bar        | 33         |
| Gesamt innen            | 597        |
| Sommerfreiplätze        | 120        |
| Betriebskantine         | 90         |

Ein zwölf Meter breites und sechs Meter hohes Wandgemälde „Dresden grüßt seine Gäste“ in Meißner Keramikmalerei war von Kurt Sillack und Rudolf Lipowski geschaffen worden. Das Gemälde zeigt „eine stämmige junge Frau … die Arme zum Empfang [ausgebreitet]. In der rechten Hand hielt sie den immergleichen Blumenstrauss - eine freundliche Geste des Willkommens“.

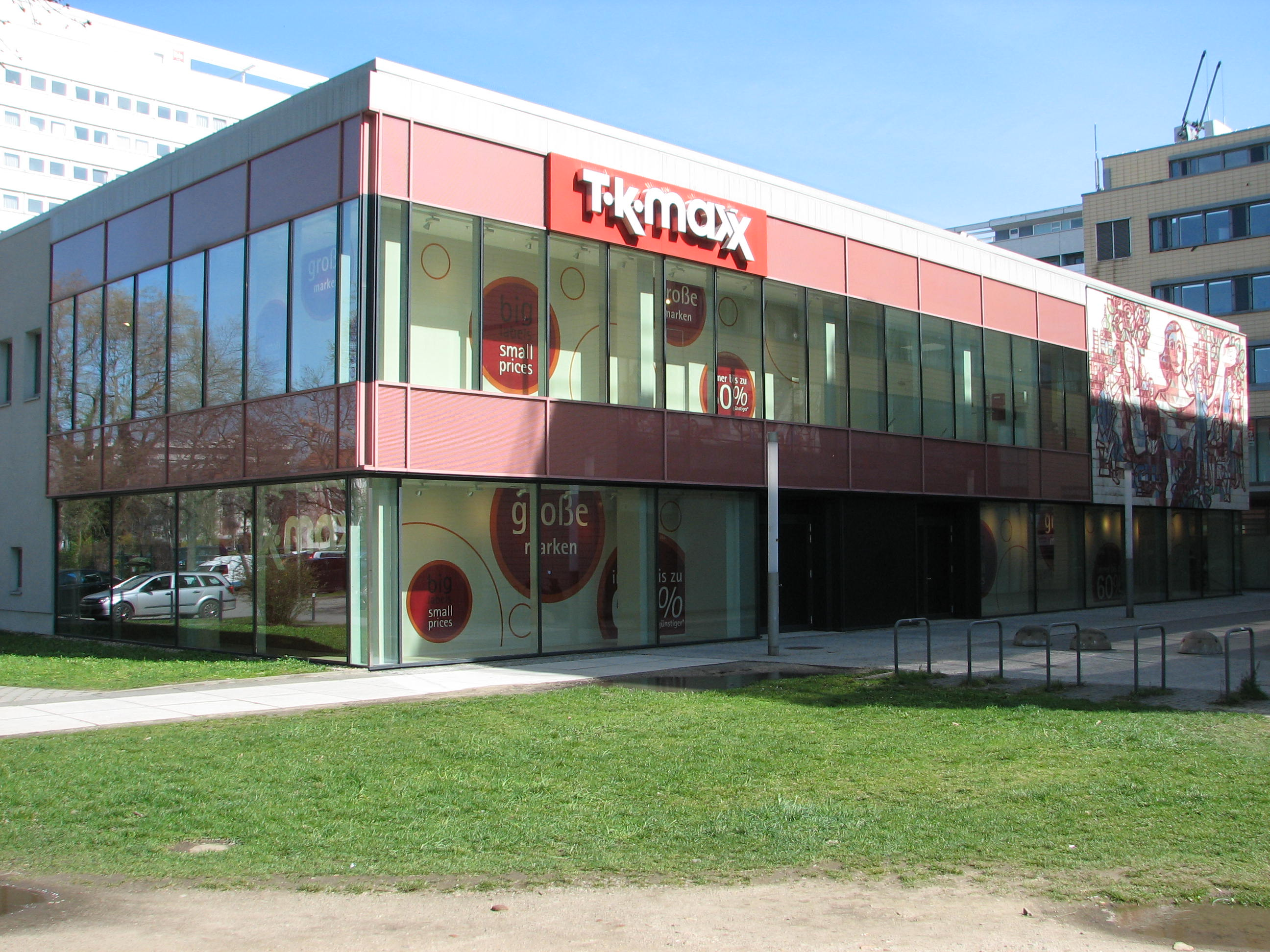
Ansicht, 2016

Zusammen mit dem Rundkino, der Prager Zeile, den früheren Interhotels Bastei/Königstein/Lilienstein und dem früheren Interhotel Newa bildete der Bau bis in die 1990er Jahre das stadtbildprägende Ensemble der Prager Straße.
Nach der Wende zogen neben Burger King, New Yorker und dem Bertelsmann-Buchclub die Spielbank Dresden der Sächsischen Spielbanken in die Räume des Restaurants. Der freie Platz vor dem Flachbau wurde Ende der 1990er Jahre überbaut, so dass das Gemälde heute verdeckt und auch das Gebäude vom Wiener Platz aus nicht mehr zu erkennen ist. Im Jahr 2005 baute die Deutsche Interhotel Holding GmbH & Co. KG das damals leerstehende Gebäude um. Dabei wurde das Faltdach und die Betonlamellen entfernt, das Gebäude komplett entkernt und die Fassade ringsum verglast. Es zog der Outlet-Store TK Maxx ein.